# Station Czernica Wrocławska
Station Czernica Wrocławska is een spoorwegstation in de Poolse plaats Czernica.